# Тиас
Тиас в древногръцката митология и религия се нарича група почитатели на божество, които го съпровождат по време на празник или ритуал. Най-често тиаси съпровождат бога Дионис. Митичните последователи на Дионис са Пан, сатири, менади, нимфи. В Дионисовите култове тиасите са съставени по-често от жени (наричани менади, вакханки, басариди, тиади), но има случаи, в които участниците са мъже (вакхи). До елинистическата епоха женските тиаси празнуват отделно от мъжките, но след това се срещат и общи ритуали. В публични шествия мъжете са се маскирали като сатири, а жените – като вакханки.
Тиасите са задължителни за мистериалните култове на Дионис, като орфическите и бакхическите. Участниците в тях, наричани мисти или вакхи, преминават през специално посвещение, служат на бога в ритуалите на групата, понякога са погребвани в специален некропол, а службата им и статутът им са упоменавани в надгробната стела или в надписи върху тънки златни пластинки.